# Suki Lee
(Suki Lee,)
Suki Lee (Hong Kong, ...) è una designer di videogiochi e programmatrice statunitense, creatrice di giochi educativi per Atari.

## Biografia
Lee conseguì la laurea in ingegneria generale con un'opzione in informatica presso la San Jose State University. Durante il suo ultimo anno, in seguito ad un colloquio nel campus, venne assunta da Atari subito dopo il college, da agosto del 1981 e fino al 1984.. Immigrata da Hong Kong di prima generazione, con un'educazione orientata all'ottenere un buon lavoro e lo slancio dei videogiochi casalinghi del momento, convinsero Atari che fosse una buona scelta assumerla per la creazione di giochi educativi.
Il primo gioco di Suki ad Atari fu Math Gran Prix (1982), un gioco educativo in cui il giocatore, per poter avanzare, doveva rispondere correttamente a domande di matematica. Lee continuò il suo lavoro concentrandosi sui giochi con licenza: Donald Duck Speedboat (1983), rilasciato solo in Brasile e Obelix (1983), per i quali non solo si occupò della progettazione e programmazione, ma lavorò sulla storia, sui personaggi e la grafica, insieme al team di animazione. Questo le permise di lavorare con gli animatori, ma anche di visitare gli studi Disney e Astrix & Obelix a Parigi, dove incontrò Albert Uderzo.
Nel 1984 Suki lasciò Atari e andò a lavorare per la Cadtrak Corporation, dove sviluppò delle interfacce utente del software CAD per il layout dell'impianto di lavorazione del petrolio, passando dalla programmazione nel linguaggio assembly a Pascal. Nel 1986, andò a lavorare per Apple, nel 1997 per WebTV, eCircles e poi Palm. Dopo altri 6 anni ritornò in Apple continuando il suo lavoro come project manager. "Oggi ho comprato un sacco di giochi Atari e mentre li leggevo, ho scoperto che questo era stato scritto dall'attuale EPM del mio team. È come se avessi lavorato accanto ai reali senza nemmeno saperlo!", dichiarò Jim Turner nel 2016.

## Impatto culturale
L'artwork Suki Lee: The Hidden Past di Linda Lai, Yifan Lin e Amanda Zhu fu ispirato dal gioco Donald Duck's Speedboat.

## Lavori

### Videogiochi
- Math Gran Prix (1982)[5]
- Donald Duck's Speedboat (1982) (annullato, prototipo)[3]
- Miss Piggy's Wedding (1983) (prototipo)[6][7]
- Obélix (1984)

### Animazione cinematografica
- Frozen II (2018)[8]
- Ralph Breaks the Internet (2018)
- Puffi: Il villaggio perduto (2017)
- The Angry Birds Movie (2016)
- The Amazing Spider-Man 2 (2014)
- Cloudy With a Chance of Meatballs 2 (2013)
- Hotel Transylvania (2012)
- Arthur Christmas (2011)